# 牛头山站 (昆明市)
牛头山站是昆明地铁4号线的地铁车站，位于中华人民共和国云南省昆明市呈贡区联大街与翔龙街交叉口东侧，于2020年9月23日开通。

## 车站结构
牛头山站位于联大街与翔龙街交叉口东侧，沿联大街设置，呈东西走向，为地下两层岛式站台车站，车站长267.3米，车站地下一层为站厅层，地下二层为站台层，站台设置全高站台门。车站西侧设有一条单渡线。
| 地面              | 出入口 | A、B、D出入口                                                                                                   |
| 地下一层          | 站厅   | 客服中心、自动售票机、验票机                                                                                    |
| 地下二层          | 站台   | \| \| \| █ 4号线往金川路（祥丰街） \| \| 島式 · 開左邊车门 \| \| \| \| \| \| █ 4号线往昆明南火车站（联大街） \| |
|                   |        | █ 4号线往金川路（祥丰街）                                                                                       |
| 島式 · 開左邊车门 |        | |
|                   |        | █ 4号线往昆明南火车站（联大街）                                                                                 |

## 出入口
牛头山站目前开放3个出入口，各出口及周围设施如下所示：
| 编号                  | 地点            | 建议前往的目的地       | 照片 |
| --------------------- | --------------- | ---------------------- | ---- |
| 出口 · A · 升降机标志 | 联大街          | 时代俊园（翔盛园）     |      |
| 出口 · B              | 联大街、213国道 | 时代俊园（翔盛园）     |      |
| 出口 · D              | 联大街          | 云南省呈贡体育训练基地 |      |
| 註： 設有             |                 |                        |      |

## 接驳交通

### 公交车
- 牛头山地铁站：K53路

## 车站历史
本站建设时期工程名为赛马场南站，开通前确定以牛头山站作为车站正式名称。
- 2017年7月31日，车站主体结构封顶[2]。
- 2020年9月23日，车站随4号线通车开通[1]。